# Galeria Sztuki Współczesnej „Bunkier Sztuki”
Galeria Sztuki Współczesnej „Bunkier Sztuki” – galeria sztuki w Krakowie znajdująca się przy pl. Szczepańskim 3a, na Starym Mieście przy Plantach.
Powstała w roku 1965, zaliczana do najważniejszych polskich instytucji prezentujących sztukę współczesną. Jest to artystycznie niezależna instytucja kultury, finansowana przez Miasto Kraków.

## Historia
Historia tej instytucji sięga roku 1950, czyli od momentu utworzenia Biura Wystaw Artystycznych (BWA). W roku 1965 BWA przeniosła się do pawilonu wystawowego przy pl. Szczepańskim 3a, zaprojektowanego przez Krystynę Tołłoczko-Różyską (rzeźbiarskie opracowanie fasady: Antoni Hajdecki). W roku 1994 „Bunkier” otrzymał status galerii miejskiej i od tego czasu jego działalność zyskała indywidualny charakter, co symbolicznie wyraziła zmiana nazwy: w 1995 roku galeria przyjęła oficjalnie nazwę „Bunkra Sztuki”. W 2019 r. na dyrektor galerii wybrana została Maria Anna Potocka, która pełniła już tę funkcję w latach 2002–2010. Docelowo galeria miała zostać połączona z Muzeum Sztuki Współczesnej MOCAK, co jednak spotkało się z dużymi protestami i odstąpiono od tych planów. Od 2021 do 2024 budynek jest remontowany.

## Dyrektorzy
- Krzysztof Głuchowski (1995–1999)
- Jarosław Suchan (1999–2002)
- Maria Anna Potocka (2002–2010)
- Piotr Cypryański (2010–2014)
- Magdalena Ziółkowska (2014–2018)
- Maria Anna Potocka (2019–2024)
- Delfina Jałowik (od 2024)

## Oferta
Bunkier Sztuki prezentuje nowoczesną światową sztukę, a równocześnie promuje artystów związanych z Krakowem. Galeria znana jest z wystaw klasyków sztuki światowej i polskiej. Większości wystaw towarzyszą obszerne katalogi i spotkania dyskusyjne z udziałem krytyków.

## Działalność
Galeria prezentowała między innymi takich artystów jak:
| - Magdalena Abakanowicz - Hans Arp - Mirosław Bałka - Jakub Bąkowski - Anna Baumgart - Jerzy Bereś - Stuart Brisley - Tadeusz Brzozowski - Rafał Bujnowski - Marek Chlanda - Tomasz Ciecierski - Roman Cieślewicz | - Tony Cragg - Hanne Darboven - Oskar Dawicki - Marta Deskur - Stanisław Dróżdż - Edward Dwurnik - Peter Grzybowski - Tadeusz Kantor - Władysław Kaźmierczak - Andreas Kaufmann - Jarosław Kozłowski - Katarzyna Kozyra | - Zofia Kulik - Piotr Lutyński - Adam Marczyński - Henry Moore - Phill Niblock - Jerzy Nowosielski - Andrzej Pawłowski - Maria Pinińska-Bereś - Władysław Pluta - George Quasha - Zbigniew Rabsztyn | - Wilhelm Sasnal - Jadwiga Sawicka - Bruno Schulz - Marek Sobczyk - Grzegorz Sztwiertnia - Artur Tajber - Leon Tarasewicz - Jan Tarasin - Aleksander Trojkowicz - Jacek Tylicki - Krzysztof Wodiczko - Alicja Żebrowska |

W Galerii działa Klub Bunkra Sztuki oraz Mały Klub Bunkra Sztuki.
Galeria prowadzi także działalność wydawniczą, wykraczającą poza redagowanie katalogów do poszczególnych wystaw. „Galeria Bunkier” była współwydawcą dwóch pozycji o charakterze teoretycznym: „Postmodernizm. Teksty polskich autorów” i „Publiczna przestrzeń dla sztuki?”.